# L'uomo che viene da Canyon City
L'uomo che viene da Canyon City è un film del 1965, diretto da Alfonso Balcázar.

## Trama
Red e Carrancho evadono da una prigione di massima sicurezza, e fuggono in Messico dove sono al sicuro. Qui vengono ingaggiati da Morgan, il proprietario di una miniera d'argento, che li vorrebbe utilizzare come killers. Ma Red e Carrancho, invece, decidono di fare il doppio gioco e di aiutare i campesinos.